# Frédéric Landry
Pour les articles homonymes, voir Landry.
Frédéric Landry était un homme politique canadien.

## Biographie
Frédéric Landry est né en 1886 à Bertrand, au Nouveau-Brunswick. Il a été élu conseiller de la Paroisse de Paquetville au conseil municipal du comté de Gloucester puis élu préfet en 1944, poste qu'il garda jusqu'en 1947. Il a également été juge de paix, inspecteur des colonisations des comtés de Gloucester et Restigouche, en plus d'occuper d'autres postes paroissiaux. Il avait au moins deux fils et cinq filles. Il est mort le 28 février 1966 à Haut-Bertrand, à l'âge de 80 ans.

## Source
- (fr) Le Voilier, Caraquet, NB, 1er mars 1966, p. 24. [ Lire en ligne ]